# Tomislav Mikulić
Tomislav Mikulić (Vukovar, 4 januari 1982) is een Kroatische betaald voetballer, die doorgaans uitkomt als centrale verdediger. In 2015 verruilde hij Cracovia Kraków voor NK Slaven Belupo.

## Clubcarrière
Mikulić is een centrale verdediger of linksback. Op 15 juli 2008 tekende hij een contract voor 2 jaar (met een optie voor een extra jaar) bij Standard Luik. Op 31 augustus 2009 tekende hij bij Germinal Beerschot een contract voor een periode van 3 jaar. Hiervoor speelde Mikulić voor NK Osijek, GNK Dinamo Zagreb en het Belgische KRC Genk. De speler wordt gekenmerkt door zijn sobere, maar efficiënte manier van uitvoetballen. Mikulić tekende bij Beerschot AC een contract tot 2014 met optie tot nog een jaar. De Kroaat vertrok vervolgens naar Griekenland naar APS Panthrakikos. Van APS Panthrakikos vertrok Mikulić naar Cracovia Kraków.

## Statistieken
| seizoen                              | club                       | land        | competitie         | wed. | goals |
| ------------------------------------ | -------------------------- | ----------- | ------------------ | ---- | ----- |
| 2001/02                              | NK Osijek                  | Kroatië     | Prva HNL           | 14   | 1     |
| 2002/03                              | NK Osijek                  | Kroatië     | Prva HNL           | 28   | 0     |
| 2003/04                              | NK Osijek                  | Kroatië     | Prva HNL           | 29   | 1     |
| 2004/05                              | NK Osijek                  | Kroatië     | Prva HNL           | 17   | 2     |
| 2004/05                              | RC Genk                    | België      | Jupiler League     | 13   | 1     |
| 2005/06                              | RC Genk                    | België      | Jupiler League     | 25   | 2     |
| 2006/07                              | RC Genk                    | België      | Jupiler League     | 25   | 2     |
| 2007/08                              | RC Genk                    | België      | Jupiler League     | 5    | 0     |
| 2007/08                              | GNK Dinamo Zagreb          | Kroatië     | Prva HNL           | 10   | 0     |
| 2008/09                              | Standard Liège             | België      | Jupiler Pro League | 19   | 0     |
| 2009/10                              | Standard Liège             | België      | Jupiler Pro League | 1    | 0     |
| 2009/10                              | Germinal Beerschot         | België      | Jupiler League     | 18   | 1     |
| 2009/10                              | Germinal Beerschot         | België      | Play-Off II B      | 5    | 0     |
| 2010/11                              | Germinal Beerschot         | België      | Jupiler League     | 7    | 0     |
| 2010/11                              | Germinal Beerschot         | België      | Play-Off II B      | 5    | 0     |
| 2011/12                              | Beerschot AC               | België      | Jupiler Pro League | 34   | 1     |
| 2012/13                              | Beerschot AC               | België      | Jupiler Pro League | 21   | 0     |
| 2012/13                              | Oud-Heverlee Leuven (huur) | België      | Jupiler Pro League | 13   | 1     |
| 2013/14                              | Panthrakikos               | Griekenland | Super League       | 8    | 0     |
| 2013/14                              | Cracovia Kraków            | Polen       | Ekstraklasa        | 5    | 0     |
| 2014/15                              | Cracovia Kraków            | Polen       | Ekstraklasa        | 1    | 0     |
| 2015/16                              | NK Slaven Belupo           | Kroatië     | Prva HNL           | 9    | 0     |
| Totaal                               | Totaal                     | Totaal      | Totaal             | 312  | 12    |
| Laatst bijgewerkt op 5 januari 2016. |                            |             |                    |      |       |